# 온나촌
온나촌(일본어: 恩納村)은 일본 오키나와현 오키나와섬 중앙에 있는 구니가미군의 촌이다.
일본 굴지의 리조트 소재지이며 동중국해 해안을 따라서 달리는 국도 58호선을 따라 많은 대형 리조트 호텔이 있다. 미국의 빌 클린턴 전 대통령과 러시아의 블라디미르 푸틴 대통령 등 세계의 정상들도 2000년 규슈·오키나와 정상회담 때 이곳의 호텔에 머물렀다.

## 지리
오키나와섬 북부의 서해안에 위치하고 북서쪽으로 동중국해를 바라본다. 남북 27.4km, 동서 4.2km로 가늘게 늘어선 지역이다. 산이 많은 지형으로 마을 면적 중 80%는 산악, 30%는 군용지이다. 각처에 작은 하천이 있고 그 하구에 취락이 있다. 하구에서는 소규모 맹그로브를 볼 수 있기도 하다. 물이 풍부하기 때문에 예로부터 벼농사와 난초 재배도 행해졌다.
온나산이 가장 눈에 띄는 산이다. 산림은 주로 류큐 소나무 등으로 이루어진 2차림으로 덮여 있다. 온나산에는 예전에는 보존 상태가 좋은 조엽수림이 있었지만 현재에는 실탄 연습장이 되어 있고 류큐 소나무나 참억새 덤불이 대부분이다.

### 인접한 자치체
- 나고시
- 오키나와시
- 우루마시
- 긴정
- 기노자촌
- 요미탄촌

## 역사
1908년에 온나촌이 되었다. 1975년 해양 박람회 개최를 계기로 도로 정비가 진행되었고 이후 현재와 같이 리조트 단지로 발전했다. 다만 내륙부 대부분은 미군 기지이며 임야 안으로 철망이 설치되어 있어 그 내부는 출입이 금지되어 있다. 온나산 주변은 실탄 연습장이다.

## 교통

### 도로
- 국도 58호선